# Yuriy Vasyliv
Yuriy Vasyliv, né le 13 septembre 1993 à Ivano-Frankivsk, est un coureur cycliste allemand.

## Palmarès sur route
- 2010
  - 3e de la Coupe du Président de la Ville de Grudziadz
- 2011
  - 2e du championnat d'Allemagne du contre-la-montre juniors
  - 5e du championnat du monde du contre-la-montre juniors
- 2012
  - 1re étape du Rund um Strausberg-Kord

## Palmarès sur piste

### Championnats nationaux
- 2012
  -  Champion d'Allemagne de poursuite par équipes (avec Henning Bommel, Michel Koch et Kersten Thiele)